# Abesch-imi-duat
Abesch-imi-duat ist eine altägyptische Gottheit aus dem Amduat. Im Neuen Reich ist zudem die Gottheit Abesch als Schlangengottheit belegt.
Als Epitheton diente Abesch auch als Titel des Krokodilgottes Sobek. In Kom Ombo wird die Gottheit Abesch ergänzend als heilige Schlange erwähnt. Daneben wird ikonografisch eine Göttertriade im Zusammenhang einer Barke genannt, die menschengestaltig mit Stier- und Krokodilköpfen dargestellt ist. Eine eindeutige Identifikation mit den zuständigen Gottheiten ist aufgrund der spärlichen Fundlage bislang nicht möglich.
Zusätzlich findet sich auf den Diagonalsternuhren die Schreibung der Gottheit Abesch in Verbindung des Dekans Sebeschsen und des Sternbildes Abesches. Hinsichtlich des Min-Festes verkörpert Abesch auf den Darstellungen in Medinet Habu in einem Lied zu Ehren des Gottes Min ebenfalls eine Schlangengottheit.